# Idrossido di potassio
L'idrossido di potassio, meglio noto come potassa caustica, è il prodotto di idratazione dell'ossido di potassio.
A temperatura ambiente si presenta come un solido incolore e inodore, spesso commercializzato in forma di gocce. È un composto nocivo e corrosivo.

## Applicazioni
È un prodotto chimico industriale che trova moltissimi utilizzi, ad esempio come elettrolita nelle batterie alcaline, catalizzatore della transesterificazione nel processo di preparazione del biodiesel, anti-schiumogeno nella produzione della carta, regolatore di pH, produzione di polimeri, resine e fibre tessili, nella produzione del sapone (che risulta avere una consistenza più soffice rispetto a quello ottenuto con l'uso dell'idrossido di sodio, e quindi adatto a produrre saponi liquidi).
Come additivo alimentare, viene usato in funzione di regolatore di acidità. È identificato dal numero E525.
Utilizzato come mezzo per contenere la popolazione di nematodi nel terreno. È infatti una molecola in grado di sviluppare una reazione esotermica nel terreno con azione nematocida.

## Sintesi
In laboratorio può essere sintetizzato dal solfato di potassio e idrossido di bario:
{\displaystyle {\ce {K2SO4 + Ba(OH)2 -> 2KOH + BaSO4}}}
o, in alternativa, dal processo di caustificazione del carbonato di potassio con idrossido di calcio:
{\displaystyle {\ce {K2CO3 + Ca(OH)2 -> 2KOH + CaCO3}}}

## Usi
Viene usato nella produzione di biodiesel, come elettrolita, e veniva utilizzato nella produzione del sapone, dando origine a un prodotto più morbido di quello ottenuto con l'idrossido di sodio.
Viene inoltre utilizzato, misto all'acqua, in un processo chiamato "idrolisi alcalina" in alternativa alla cremazione dei resti di una persona defunta, l'acquamazione.
Può inoltre essere utilizzato negli impianti di cattura dell'anidride carbonica dall'atmosfera (impianti DAC - Direct Air Capture). In una tipologia di questi impianti il funzionamento del primo stadio prevede di legare l'anidride carbonica, a quel punto ancora miscelata alle altre componenti atmosferiche, a molecole di idrossido di potassio contenute in una soluzione acquosa, secondo la reazione:
{\displaystyle {\ce {CO2 + 2KOH -> H2O + K2CO3}}}
Nel seguito il carbonato di potassio ({\displaystyle {\ce {K2CO3}}}) entra nella prima di un ciclo di reazioni chimiche in una delle quali l'anidride carbonica riappare come unica componente gassosa dei prodotti, per cui risulta facilmente asportabile in forma pura, realizzando così il processo di cattura dall'atmosfera. Alla fine di questo ciclo tutte le altre molecole che vi avevano preso parte come reagenti risultano nuovamente prodotte, con un dispendio di energia pari a 12.8 kJ per mole di {\displaystyle {\ce {CO2}}} catturata.

## Citazioni letterarie
Nel romanzo di fantascienza Dalla Terra alla Luna di Jules Verne del 1865, l'autore ipotizza l'uso dell'idrossido di potassio per assorbire l'anidride carbonica prodotta dalla respirazione dagli "astronauti".